# Rise to Ruins
Rise to Ruins (tên gọi cũ là Retro-Pixel Castles) là tựa game  chiến lược xây dựng thành phố do Raymond Doerr phát triển và được công ty độc lập của mình mang tên SixtyGig Games phát hành. Game ra mắt thông qua nền tảng Steam Greenlight và được phát hành dưới dạng Steam Early Access dành cho ba hệ điều hành Microsoft Windows, OS X và Linux vào ngày 27 tháng 10 năm 2014.
Đồ họa của tựa game này được thiết kế bằng pixel, pha trộn yếu tố sinh tồn và hóa thân thần thánh, lại chịu ảnh hưởng từ mấy game cùng thể loại như Towns, Gnomoria, Warcraft, Banished và Dwarf Fortress.
Game đã vượt mục tiêu gọi vốn cộng đồng là 5.000 đô la Mỹ bằng cách huy động được 10.163 đô la Mỹ vào năm 2014 trên Kickstarter.
Kể từ tháng 7 năm 2018, tựa game này vẫn đang trong quá trình phát triển và được cập nhật thường xuyên lên đến vài lần một tháng.
Mãi đến ngày 14 tháng 10 năm 2019, game mới được phát hành chính thức.